# Gnidia chrysophylla
Gnidia chrysophylla är en tibastväxtart som beskrevs av Carl Daniel Friedrich Meisner. Gnidia chrysophylla ingår i släktet Gnidia och familjen tibastväxter. Inga underarter finns listade i Catalogue of Life.